# Alba-Platte
Eine Alba-Platte diente im 19. Jahrhundert zur Ablichtung von Fotografien auf lackierten Eisenblech-Platten. Das Produkt wurde 1876 auf Norderney von dem Hoffotografen Edmund Risse angeboten. Bei dem chemisch-technischen Verfahren nutzte er das Trägermaterial,

„deren eine feinere Seite mit Zinkweiß-Collodium überzogen und durch Abspülen mit Wasser in eine schneeweiße matte Decke von äußerster Feinheit umgewandelt wurde, auf erwähnter Decke wurden vermittels Chlorsilbercollodium Photographien hergestellt. Mit dem Verfahren, ist jedoch der Uebelstand verknüpft, daß die Erzeugnisse desselben der verhältnismäßig schnellen Umänderung durch das Licht (sie werden schon nach einer Woche unangenehm braun, das Bild unscheinbar, um allmälig zu verschwinden), ausgesetzt sind.“

Zur Abhilfe gegen das Übel der Bräunung und des Verblassens des Lichtbildes erhielt dann Bruno Risse nach seiner Patentschrift Nummer 8604 vom 5. Februar 1880 vom Kaiserlichen Patentamt das gewünschte Patent.